# Прусський державний геологічний інститут
Пру́сський геологічний державний інститут (абревіатура PGLA) був заснований у Берліні в 1873 році як Прусський королівський геологічний державний інститут і проіснував до 1939 року. Його завданнями були геологічні дослідження та картографування Пруссії, а також документування та обробка результатів для наукового й господарського використання. Першими директорами були Генріх Ернст Бейріх і Вільгельм Гюльсекорн.